# Vincent Reffet
Vincent Reffet, más conocido como Vince Reffet (Annecy, 15 de septiembre de 1984-Dubái, 17 de noviembre de 2020), fue un practicante de Salto BASE, paracaidismo y traje aéreo francés.

## Biografía
Vincent Reffet realizó más de 17 000 saltos en paracaídas y más de 1400 saltos con traje aéreo. Practicaba el vuelo en wingsuit desde 2002. Era instructor de paracaidismo, piloto Jetman, graduado en pilotaje privado (PPL) e instructor de vuelo con más de 1000 horas de experiencia, así como pionero e instructor de vuelo con traje aéreo.
El 22 de abril de 2014, Vincent Reffet y su colega Fred Fugen batieron el récord del mundo de Salto BASE superando una altura de 828 m desde la torre Burj Khalifa (Emiratos Árabes Unidos).
El 5 de noviembre de 2015, Reffet voló en compañía de Yves Rossy en torno a un Airbus A380 de la compañía Emirates en Dubái.

### Muerte
El 17 de noviembre de 2020, Reffet murió como consecuencia de un accidente durante un vuelo en prototipo de Deltaplane motorizado en la ciudad emiratí de Dubái.